# 威爾 (饒舌歌手)
奥卢博瓦莱·維克多·阿金蒂默欣（英語：Olubowale Victor Akintimehin，1984年9月21日—），知名于其藝名威爾（/ˈwɔːleɪ/ WAH-lay），是一位來自美國華盛頓哥倫比亞特區的饒舌歌手。

## 外部連結
- 官方网站
- Wale的Facebook專頁
- Wale的X（前Twitter）